# Abuchawa (rejon orszański)
Abuchawa (biał. Абухава; ros. Обухово, Obuchowo) – wieś na Białorusi, w obwodzie witebskim, w rejonie orszańskim, w sielsowiecie Wysokaje.
Abuchawa położona jest przy drodze magistralnej M1. W pobliżu znajduje się przystanek kolejowy Jurcawa, położony na linii Witebsk – Orsza.